# 硫化亚金
硫化亞金是化學式為Au2S的無機化合物，是二種金的硫化物中的一種，另一種為硫化金Au2S3。在自然界，金的硫化物和銀的共價半徑相近，兩者會形成固溶液。

## 結構及製備
硫化亞金的結晶方式類似氧化亞銅，金有二個共價鍵，硫有四個共價鍵，硫化亞金分子的形狀是線性的。許多亞金化合物是直線形分子構型，像是配合物二甲硫醚氯化亞金。其結構類似只在高溫下存在α型的硫化银（輝銀礦）
硫化亞金的製備可以用氯化金和硫化氫反應來製備，也可以用處理金氰化钾來製備：
H2S  +  2 KAu(CN)2   →    Au2S  +  2 KCN  +  2 HCN
硫化亞金剛製備時為深紅棕色，之後會變成鐵灰色。